# Відеоконференція

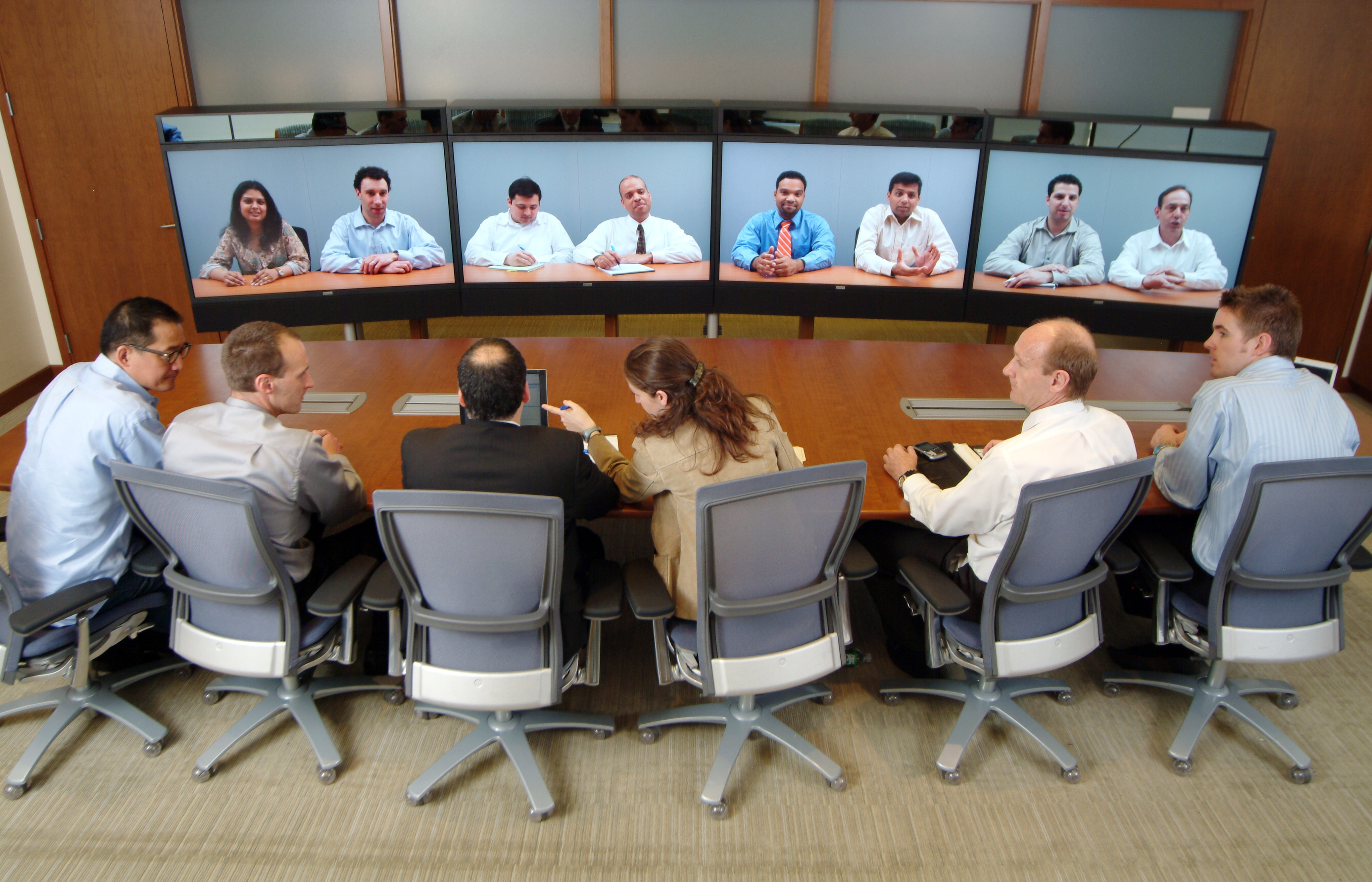
Відеоконференція

Відеоконфере́нція або відеотелеконфере́нція (англ. videoconference, або videoteleconference) — телекомунікаційна технологія, що забезпечує одночасну двосторонню передачу, обробку, перетворення та представлення інтерактивної інформації на відстані в режимі реального часу за допомогою апаратно-програмних засобів обчислювальної техніки. Відеоконференція — один із видів Groupware, програмного забезпечення для взаємодії між людьми, що спільно працюють над однією проблемою.
Відеоконференції відрізняються від відеодзвінків тим, що відеоконференції покликані обслуговувати конференції, а не окремих осіб.

## Історія
Відеоконференція покликана забезпечити зустріч та спілкування кількох осіб, які знаходяться в різних місцях, і використовує телекомунікаційні аудіо і відео засоби. Це може виглядати просто як розмова між двома людьми (точка-точка) або як спілкування між цілими аудіторіями (у кількох точках). Крім того, аудіо- та візуальна передача засідання може бути використана для обміну документами і відображенню їх на великому екрані.
Такі системи відеоконференцій зазвичай складаються з двох замкнутих телевізійних систем, підключених через кабель. Прикладом може слугувати мережа, яку побудував німецький рейх (Postzentralamt — Post Office) у Берліні та ряді інших міст від 1936 до 1940 року.
У перші пілотовані космічні польоти НАСА використовувала два радіочастотних (УВЧ або УКХ) посилання, по одній в кожному напрямку. Телеканали регулярно використовують цей вид відеоконференцій, коли репортажі приходять з віддалених місць. Засоби масової інформації стали постійними користувачами мобільного зв'язку з супутниками спочатку через спеціально обладнані автомобілі, а пізніше за допомогою спеціальних супутникових відеофонів в портфелі.
Цей метод був дуже дорогим, хоча й не може бути використаний для додатків, таких як телемедицина, дистанційне навчання, і ділових зустрічей. Спроби за допомогою звичайної телефонної мережі передачі повільного відео з порядковою розгорткою, як в перших системах, розроблених компанією AT&T, не вдалися в основному за рахунок низької якості зображення і відсутність ефективних методів стиснення відео.
І тільки у 1980-х цифрові мережі передачі телефонії стали можливими, наприклад, ISDN, забезпечуючи мінімальні швидкості передачі (зазвичай 128 кбіт/сек) для стиснутого відео- і звукового сигналу. Перші спеціалізовані системи почали з'являтися на ринку, поширюючись по всьому світу. Системи для відеоконференцій в 1990-і роки швидко еволюціонували від дорогого власне обладнання, програмного забезпечення та мережевих вимог до стандартів на основі технологій, які легко доступні для широкої публіки за розумною ціною.
У перші роки після виникнення Інтернету поняття «вебконференції» означало спілкування на форумах і в списках розсилки, тобто спілкування в асинхронному режимі.
Першою популярною програмою для вебконференцій, що дозволяє спілкуватися і працювати над додатками і документами в режимі реального часу, стала програма Microsoft NetMeeting.
Потім інструменти для вебконференцій стали з'являтися в різних месенджерах, найбільш популярним з яких був Windows Messenger, за замовчуванням вбудований в операційну систему Windows.
В останні роки з'явилася велика кількість вебсервісів, що надають різні інструменти для вебконференцій, які працюють в браузері або за допомогою інстальованого «тонкого клієнта». Ці сервіси дозволяють брати участь в онлайн-зустрічі незалежно від платформи комп'ютера.
Сьогодні відеоконференцзв'язок є поширеним інструментом комунікації у корпоративному секторі, а також активно використовується в освіті (вебінари), медицині (телемедицина), державному секторі, тощо. Об'єм світового ринку відеоконференцзв'язку у 2013 році складав $3,2 млрд.

## Технологічні засоби
Основні технології, що використовуються у відеоконференціях (англ. Video Tele Conference - VTC), — це системи цифрового стиснення аудіо та відео потоків в режимі реального часу. Апаратне або програмне забезпечення, яке виконує стиснення називається кодек (кодер / декодер). Рівень стиснення може досягати 1:500. У результаті цифровий потік одиниць і нулів підрозділяється на помічені пакети, які потім передаються через цифрові мережі, будь то ISDN або IP. Використання аудіо-модемів в лінії передачі дозволяє використання POTS (англ. Plain old telephone service), в деяких низькошвидкісних додатках, таких як відеотелефонія, тому що вони перетворюють цифрові імпульси і аналогові хвилі в звуковому діапазоні спектру.
Інші компоненти, необхідні для системи VTC :
- Відео-вхід: відео камери або вебкамери
- Відео вихід: комп'ютерний монітор, телевізор або проектор
- Аудіо вхід: мікрофони, CD / DVD-плеєр, касетний плеєр, або будь-якого іншого джерела аудіо вихід передпідсилювача.
- Аудіо вихід: як правило динаміки пов'язані з пристроєм відображення або по телефону
- Передача даних: аналогові або цифрові телефонні мережі, локальні мережі або Інтернет

Існують два основних види систем VTC:
- Спеціальні системи, які мають всі необхідні компоненти упаковані в одну частину обладнання, як правило, консоль з високою якістю з дистанційним управлінням відеокамерою. Цією камерою можна керувати на відстані: пересунути вліво і вправо, нахил вгору і вниз, і масштаб. Вони стали відомі як камери PTZ. Консоль містить всі електричні інтерфейси, керуючий комп'ютер, а також програмне забезпечення або апаратний кодек. Всенаправлений мікрофони, підключеним до консолі, а також ТБ-монітор з гучномовцями та/або відео-проектор. Є кілька типів спеціальних пристроїв VTC:
  - VTC великих груп: великі, більш дорогі пристрої, що використовуються для великих кімнат і аудиторій.
  - VTC малих груп: стаціонарні або переносні, дрібніші і менш дорогі пристрої, що використовуються для малих конференц-залів.
  - Індивідуальні VTC — це, як правило, портативні пристрої, призначені для окремих користувачів, мають фіксовані камери, мікрофони і гучномовці інтегровані в консоль.
- Настільні системи є доповненнями (апаратними платами, як правило) до звичайних ПК, що перетворюють їх у пристрої VTC. Ряд різних камер і мікрофонів може бути використаним з платою, яка містить всі необхідні кодеки і інтерфейси. Більшість настільних систем працюють по H.323 стандарту. Відеоконференції, які здійснюєються через мережеві ПК, також відомі як E-зустрічі.

## Перелік платформ
Програмне забезпечення і постачальники послуг (PaaS, SaaS):
- 8x8 (8x8.com, Кемпбелл, CA, США)
- Acano Limited (2012, підрозділ Cisco Systems Holdings UK Limited, Лондон, Велика Британія)
- Adobe Acrobat Connect
- AnyMeeting
- Anywhereconference (anywhereconference.com, Arkadin)
- Bigbluebutton (bigbluebutton.org)
- Bluejeans (bluejeans.com, 2009, Маунтін-В'ю, Каліфорнія, США)
- Cisco Webex
- Clickmeeting (clickmeeting.com)
- Conferencecalls (conferencecalls.com)
- Discord (є мова)
- easywebinar (easywebinar.com)
- ezTalks (eztalks.com)
- Facebook Messenger
- Facetime (freefacetimeapp.com, продукт Apple Inc.)
- Free Conference (Freeconference.com, власник Iotum, Торонто, ON, Канада)
- Fuze (fuze.com)
- Google Hangouts (є мова)
- GoToMeeting (gotomeeting.com, власність LogMeIn, Бостон, MA)
- Imo (imo.im)
- IPVideoTalk (власник Grandstream)
- join.me (join.me, власність LogMeIn, Бостон, MA)
- Jitsi
- LifeSize
- Microsoft Office Live Meeting
- Paltalk (paltalk.com)
- PowWowNow (powwownow.co.uk)
- Proficonf (proficonf.com)
- RingCentra
- Silent Phone (silentcircle.com)
- StarLeaf (starleaf.com, 2008, Кембридж, Англія)
- Skype (є мова)
- Telegram (є мова)[2]
- TrueConf
- Uberconference (uberconference.com)
- Viber (є мова)[2]
- Voximplant (voximplant.com)
- WhatsApp (є мова)
- Zoom
- Proficonf [Архівовано 27 липня 2020 у Wayback Machine.]

### Платформи з безкоштовними можливостями
Платформи можуть мати певні обмеження, вимоги, однак дозволяють використовувати їх безкоштовно
- 8x8
- AnyMeeting[3]
- Discord
- Free Conference
- G Meet (Google)
- GoToMeeting
- IPVideoTalk
- Jitsi
- LifeSize
- Proficonf
- Skype
- UberConference
- WhatsApp
- Zoom

### Програмні платформи з відомими вразливостями
- Facetime[4]
- Skype[5][6][7][8]
- WhatsApp[9][10][11]
- Zoom[12][13][14]